# آرسونوال
آرسونوال (به فرانسوی: Arsonval) یک کمون در فرانسه است که در اوب واقع شده‌است. آرسونوال ۷٫۵۸ کیلومتر مربع مساحت دارد ۱۵۹ متر بالاتر از سطح دریا واقع شده‌است.